# بروك لوبيز
بروك لوبيز (بالإنجليزية: Brook Lopez) مواليد 1 أبريل 1988، هو لاعب كرة سلة أمريكي يلعب مع فريق لوس أنجلوس كليبرز في الرابطة الوطنية لكرة السلة ويحمل الرقم 11. يبلغ طوله 7 قدم 0 بوصة (2.1 م).

## فرق لعب لها
- بروكلين نتس
- ميلووكى باكس

## روابط خارجية
- بروك لوبيز على موقع IMDb (الإنجليزية)
- بروك لوبيز على موقع إن بي أي (الإنجليزية)
- بروك لوبيز على موقع سبورتس رفرنس (الإنجليزية)
- بروك لوبيز على موقع كرة السلة الأوروبية.كوم (الإنجليزية)
- بروك لوبيز على موقع إي إس بي إن.كوم (الإنجليزية)
- بروك لوبيز على موقع كلية كرة السلة في سبورتس رفرنس.كوم (الإنجليزية)
- بروك لوبيز على موقع ريلجم (الإنجليزية)
- بروك لوبيز على موقع بروبوليرز (الإنجليزية)
- بروك لوبيز على موقع سبورتس رفرنس (الإنجليزية)